# Dicranomyia (Melanolimonia) rufiventris
Dicranomyia (Melanolimonia) rufiventris is een tweevleugelige uit de familie steltmuggen (Limoniidae). De soort komt voor in het Palearctisch gebied.